# Heaphy (fleuve)
Le fleuve Heaphy (anglais : Heaphy River) est un cours d’eau du nord-ouest de l’Île du Sud de la Nouvelle-Zélande, dans la région de Tasman.

## Géographie
Il s’écoule à travers le parc national de Kahurangi, prenant naissance sur les pentes nord du pic «Amohia» et s’écoulant initialement  vers le nord-ouest puis tournant au sud-ouest pour rejoindre la mer de Tasman à 30 kilomètres au nord de la ville de Karamea. Certaines des étapes du chemin de randonnée nommé Heaphy Track suivent le cours inférieur de la rivière et une partie de ce chemin rejoint la côte à l’embouchure de la rivière.